# Vladímir II Monómaco

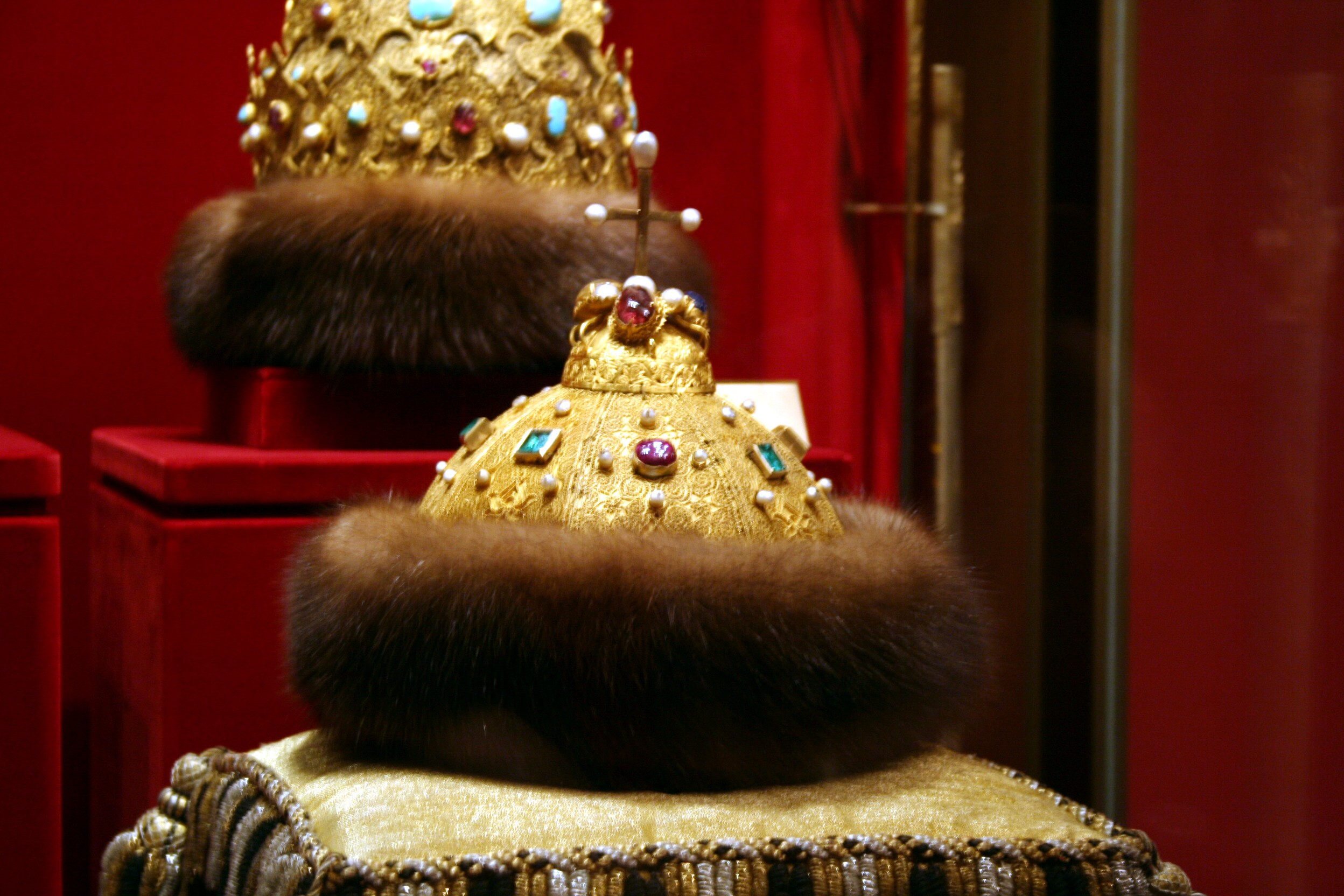
Gorro de Monómaco. Armeria del Kremlin de Moscú.

Vladímir II Monómaco (Pereyáslav, Rus de Kiev, 26 de mayo de 1053 - Kiev, Rus de Kiev, 19 de mayo de 1125; en ruso: Володимир II Всеволодович Мономах, Vladímir II Vsévolodovich Monomaj) fue un soberano eslavo que ostentó el título de Gran príncipe de la Rus de Kiev.

## Biografía
Vladímir II era hijo de Vsévolod I de Kiev y de Anastasia Monomájinya, quien pertenecía a la familia del emperador bizantino Constantino IX, llamado también Constantino IX Monómaco. Al pertenecer Vsévolod I de Kiev a la Dinastía Rúrikovich, el matrimonio de los padres de Vladímir dio inicio a la Casa Monomájovichi (o Monómacos, en) de la Dinastía Rúrika.
Vladímir sucedió a su primo Sviatopolk II en 1113 como Gran Príncipe del Rus de Kiev. Cuando se hizo cargo del gobierno tenía ya sesenta años, pero a pesar de ello, devolvió al reino su prestigio de cara al exterior y logró unificar las divididas fuerzas en el interior. En el Principado de Kiev y el de Chernígov, la autoridad de Vladímir era indiscutida; las fuerzas rebeldes que se agitaron en ciertos principados secundarios de la Rus de Kiev fueron sofocadas, aunque se perdió el principado de Tmutarakáñ a manos de los cumanos. Consiguió, sin embargo, asegurar la frontera oriental para evitar grandes daños ocasionados por sus intranquilos vecinos.
Dejó escrita una Instrucción (Pouchénie Vladímira Monomaja), dedicada a sus hijos, que es una de las primeras obras de la literatura eslava. Dentro de ella hay una especie de Espejo de príncipes, habitual en la literatura europea de la época. Se trata de un testamento moral en el que Vladímir II Monómaco explica el deber de un príncipe (kniaz), esboza los principios morales de un príncipe y cita a su vida como ejemplo.
Fue conocido, asimismo, por ser un notable organizador y administrador. En 1108, fundó y fortificó la ciudad de Vladímir a orillas del río Kliazma que, tras dos generaciones, pasaría a ser la capital del gran Principado de Vladímir-Súzdal.
Vladímir Monómaco fue también un gran combatiente y negociador. Antes de reinar oficialmente, desarrolló un importante cometido durante las conferencias principescas poniendo fin a las luchas intestinas (1097-1100) llevadas a cabo para defender la frontera con la estepa (1103). En 1111, libró la batalla de Sálnitsa (en) contra los cumanos que fueron derrotados. Durante su reinado, continuó combatiendo y empezó las guerras contra Livonia, Finlandia y otros países.

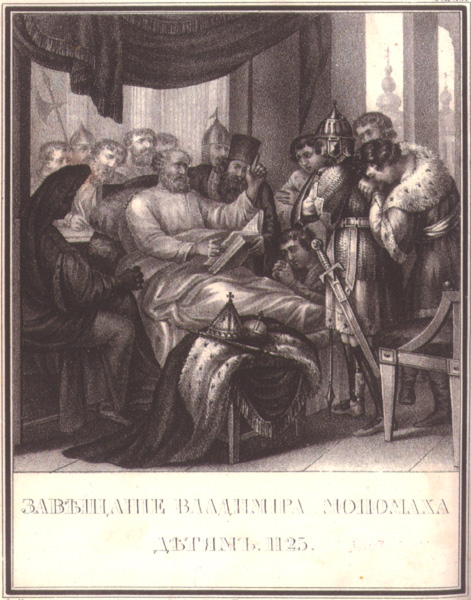
Testamento de Vladímir II Monómaco a sus hijos, 1125.

En la Armería del Kremlin de Moscú se conserva el Gorro de Monómaco que, según la leyenda, fue otorgado a Vladímir Monómaco por el emperador Constantino Monómaco en el siglo XII.

## Matrimonios y descendencia
De su primer matrimonio con Gytha, hija de Haroldo II de Inglaterra tuvo, entre otros, a:
- Mstislav I de Kiev, Gran príncipe de Kiev
- Yaropolk II, Gran príncipe de Kiev
- Viacheslav I de Kiev, Gran príncipe de Kiev

De su segundo matrimonio con una esposa bizantina desconocida nació:
- Yuri Dolgoruki, príncipe de Súzdal y Gran príncipe de Kiev.
- Eufemia de Kiev, casada con el rey Colomán de Hungría.